# Eurhynchium aggregatum
Eurhynchium aggregatum là một loài Rêu trong họ Brachytheciaceae. Loài này được (Mitt.) Paris mô tả khoa học đầu tiên năm 1904.